# Liste von Terroranschlägen im Jahr 2011
Die Liste von Terroranschlägen im Jahr 2011 enthält eine unvollständige Auswahl von Terroranschlägen, die im Jahr 2011 passierten. Attentate werden gesondert in der Liste bekannter Attentate behandelt. Die Liste von Sprengstoffanschlägen listet auch nichtterroristische Anschläge. Die Liste von Flugzeugentführungen enthält eine Liste mit meist terroristischem Hintergrund. Im Artikel Rechtsterrorismus werden weitere terroristische Anschläge aufgezählt.

## Erläuterung
In der Spalte Politische Ausrichtung ist die politische bzw. weltanschauliche Einordnung der Täter angegeben: faschistisch, rassistisch, nationalistisch, nationalsozialistisch, sozialistisch, kommunistisch, antiimperialistisch, islamistisch (schiitisch, sunnitisch, deobandisch, salafistisch, wahhabitisch), hinduistisch. Bei vorrangig auf staatliche Unabhängigkeit oder Autonomie zielender Ausrichtung ist autonomistisch vorangestellt, gefolgt von der Region oder der Volksgruppe und ggf. weiteren Merkmalen der Täter: armenisch, irisch (katholisch), kurdisch, tirolisch, tschetschenisch, dagestanisch, punjabisch (sikhistisch), palästinensisch.
Die Opferzahlen der Anschläge werden farbig dargestellt:

Die Zahl bei den Anschlägen getöteter/verletzter Täter ist in Klammern ( ) gesetzt.

## Januar
| Datum/Beginn    | Betroffenes Land | Anschlag               | Täter                              | Politische Ausrichtung                                                                      | Mittel                                 | Ziel                       | Tote    | Verletzte | Hintergrund                   |
| --------------- | ---------------- | ---------------------- | ---------------------------------- | ------------------------------------------------------------------------------------------- | -------------------------------------- | -------------------------- | ------- | --------- | ----------------------------- |
| 01. Januar 2011 | Ägypten          | Anschlag in Alexandria | vermutlich Dschaisch al-Islam      | salafistisch, sunnitisch-islamistisch                                                       | Selbstmordattentäter                   | Kirche, Zivilisten         | 22 (+1) | 97        |                               |
| 12. Januar 2011 | Afghanistan      | Anschlag in Kabul      | Taliban                            | deobandisch-fundamentalistisch, paschtunisch, islamistisch                                  | Selbstmordattentäter mit Motorradbombe | NDS-Bus                    | 2 (+1)  | 27        | Krieg in Afghanistan          |
| 18. Januar 2011 | Irak             | Anschlag in Tikrit     | vermutlich al-Qaida im Irak        | salafistisch, wahhabitisch, panislamisch, antikommunistisch, antizionistisch, antisemitisch | Selbstmordattentäter                   | Polizeirekruten            | 60 (+1) | 150       | Irakischer Widerstand         |
| 20. Januar 2011 | Irak             | Anschlag in Kerbela    |                                    |                                                                                             | 2 Autobomben                           | Schiitische Pilger         | 50      | 150       | Irakischer Widerstand         |
| 24. Januar 2011 | Russland         | Anschlag in Domodedowo | Magomed Yevloyev (Kaukasus-Emirat) | autonomistisch-tschetschenisch, salafistisch, islamisch-fundamentalistisch                  | Selbstmordattentäter                   | Flughafen, Zivilisten      | 37 (+1) | 168       | Aufstand im Nordkaukasus      |
| 24. Januar 2011 | Irak             | Anschlag in Kerbela    |                                    |                                                                                             | 2 Autobomben                           | Schiitische Pilger         | 18      | 34        | Irakischer Widerstand         |
| 24. Januar 2011 | Irak             | Anschlag in Kerbela    |                                    |                                                                                             | 2 Autobomben                           | Schiitische Pilger         | 25      | 40        | Irakischer Widerstand         |
| 25. Januar 2011 | Pakistan         | Anschlag in Lahore     | TTP                                | deobandisch, islamisch-fundamentalistisch                                                   | Selbstmordattentäter                   | Schiitische Prozession     | 10 (+1) | 70        | Konflikt in Nordwest-Pakistan |
| 27. Januar 2011 | Irak             | Anschlag in Bagdad     |                                    |                                                                                             | Autobombe                              | Beerdigung                 | 35      | 65        | Irakischer Widerstand         |
| 28. Januar 2011 | Ruanda           | Anschlag in Kigali     |                                    |                                                                                             | Granate                                | Bushaltestelle, Zivilisten | 2       | 32        |                               |

## Februar
| Datum/Beginn     | Betroffenes Land | Anschlag                 | Täter                       | Politische Ausrichtung                    | Mittel                               | Ziel                        | Tote    | Verletzte | Hintergrund                   |
| ---------------- | ---------------- | ------------------------ | --------------------------- | ----------------------------------------- | ------------------------------------ | --------------------------- | ------- | --------- | ----------------------------- |
| 09. Februar 2011 | Irak             | Anschlag in Kirkuk       |                             |                                           | 2 Autobomben                         | Polizeistreifen             | 7       | 78        | Irakischer Widerstand         |
| 09. Februar 2011 | Irak             | Anschlag in Dudschail    |                             |                                           | Selbstmordattentäter mit Autobombe   | Pilger                      | 9 (+1)  | 43        | Irakischer Widerstand         |
| 10. Februar 2011 | Pakistan         | Anschlag in Mardan       | TTP                         | deobandisch, islamisch-fundamentalistisch | Selbstmordattentäter                 | Militärrekrutierungszentrum | 31 (+1) | 40        | Konflikt in Nordwest-Pakistan |
| 12. Februar 2011 | Irak             | Anschlag in Samarra      |                             |                                           | Selbstmordattentäter                 | Pilger                      | 48 (+1) | 80        | Irakischer Widerstand         |
| 17. Februar 2011 | Irak             | Anschlag in Diyala       |                             |                                           | Autobombe                            | Autohändler                 | 6       | 32        | Irakischer Widerstand         |
| 19. Februar 2011 | Afghanistan      | Anschlag in Dschalalabad | vermutlich Haqqani-Netzwerk | deobandisch-fundamentalistisch            | 7 Selbstmordattentäter               | Bank, Soldaten              | 40 (+6) | 73        | Krieg in Afghanistan          |
| 21. Februar 2011 | Somalia          | Anschlag in Mogadischu   | al-Shabaab                  | wahhabitisch, islamistisch                | 4 Selbstmordattentäter mit Autobombe | Polizeitrainingszentrum     | 15 (+4) | 35        | Somalischer Bürgerkrieg       |
| 21. Februar 2011 | Irak             | Anschlag nahe Samarra    |                             |                                           | Selbstmordattentäter mit Autobombe   | Polizisten                  | 13 (+1) | 25        | Irakischer Widerstand         |

## März
| Datum/Beginn  | Betroffenes Land | Anschlag                       | Täter                                            | Politische Ausrichtung                                                                      | Mittel                  | Ziel                          | Tote    | Verletzte | Hintergrund                           |
| ------------- | ---------------- | ------------------------------ | ------------------------------------------------ | ------------------------------------------------------------------------------------------- | ----------------------- | ----------------------------- | ------- | --------- | ------------------------------------- |
| 01. März 2011 | Pakistan         | Anschlag in Khyber Pakhtunkhwa | vermutlich TTP                                   | deobandisch, islamisch-fundamentalistisch                                                   | Schusswaffen, Granaten  | Mädchenschule                 | 1       | 21        | Konflikt in Nordwest-Pakistan         |
| 02. März 2011 | Somalia          | Anschlag in Galguduud          | al-Shabaab                                       | wahhabitisch, islamistisch                                                                  | Stichwaffen             | Zivilisten                    | 0       | 47        | Somalischer Bürgerkrieg               |
| 02. März 2011 | Deutschland      | Anschlag in Frankfurt          | Arid Uka                                         | islamistisch                                                                                | Pistole                 | US-Soldaten                   | 2       | 2         |                                       |
| 03. März 2011 | Irak             | Anschlag in Haditha            |                                                  |                                                                                             | Selbstmordattentäter    | Bank                          | 10 (+1) | 26        | Irakischer Widerstand                 |
| 08. März 2011 | Pakistan         | Anschlag in Faisalabad         | TTP                                              | deobandisch, islamisch-fundamentalistisch                                                   | Autobombe               | Tankstelle, Regierungsgebäude | 25      | 100+      | Konflikt in Nordwest-Pakistan         |
| 09. März 2011 | Pakistan         | Anschlag in Khyber Pakhtunkhwa | TTP                                              | deobandisch, islamisch-fundamentalistisch                                                   | Selbstmordattentäter    | Beerdigung                    | 25 (+1) | 50        | Konflikt in Nordwest-Pakistan         |
| 23. März 2011 | Israel           | Anschlag in Jerusalem          |                                                  |                                                                                             | Sprengsatz              | Zivilisten                    | 1       | 20        | Israelisch-Palästinensischer Konflikt |
| 27. März 2011 | Nepal            | Anschlag im Westen             |                                                  |                                                                                             | Sprengsatz              | Passagierbus                  | 1       | 22        |                                       |
| 28. März 2011 | Jemen            | Anschlag nahe Dscha'ar         | vermutlich al-Qaida auf der Arabischen Halbinsel | salafistisch, antizionistisch, antisemitisch                                                | Brandstiftung           | Munitionsfabrik               | 110     | 45        | Huthi-Konflikt                        |
| 29. März 2011 | Irak             | Anschlag in Tikrit             | al-Qaida im Irak                                 | salafistisch, wahhabitisch, panislamisch, antikommunistisch, antizionistisch, antisemitisch | 10 Selbstmordattentäter | Regierungsgebäude             | 65 (+?) | 95        | Irakischer Widerstand                 |

## April
| Datum/Beginn   | Betroffenes Land | Anschlag                        | Täter                             | Politische Ausrichtung                    | Mittel                    | Ziel                     | Tote    | Verletzte | Hintergrund                   |
| -------------- | ---------------- | ------------------------------- | --------------------------------- | ----------------------------------------- | ------------------------- | ------------------------ | ------- | --------- | ----------------------------- |
| 03. April 2011 | Pakistan         | Anschlag in den Dera Ghazi Khan | TTP                               | deobandisch, islamisch-fundamentalistisch | 3 Selbstmordattentäter    | Schrein                  | 50 (+2) | 102       | Konflikt in Nordwest-Pakistan |
| 08. April 2011 | Nigeria          | Anschlag in Borno               |                                   |                                           | Schusswaffen              | Zivilisten               | 8       | 56        |                               |
| 11. April 2011 | Belarus          | Anschlag in Minsk               |                                   |                                           | Sprengsatz                | U-Bahnhof, Zivilisten    | 15      | 204       |                               |
| 11. April 2011 | Irak             | Anschlag in Falludscha          |                                   |                                           | 2 Autobomben              | Markt                    | 6       | 20        | Irakischer Widerstand         |
| 12. April 2011 | Somalia          | Anschlag in Mogadischu          | vermutlich al-Shabaab             | wahhabitisch, islamistisch                | Mörser                    | Militärstützpunkt        | 4       | 45        | Somalischer Bürgerkrieg       |
| 15. April 2011 | Indonesien       | Anschlag in Cirebon             | vermutlich Jamaah Ansharut Tauhid |                                           | Selbstmordattentäter      | Moschee in Polizeianlage | 0 (+1)  | 29        |                               |
| 21. April 2011 | Pakistan         | Anschlag in Karatschi           | TTP                               | deobandisch, islamisch-fundamentalistisch | Selbstmordattentäter      | Spielhalle               | 15 (+1) | 30        | Konflikt in Nordwest-Pakistan |
| 26. April 2011 | Pakistan         | Anschlag in Karatschi           | TTP                               | deobandisch, islamisch-fundamentalistisch | Motorradbombe, Sprengsatz | Militärbusse             | 5       | 56        | Konflikt in Nordwest-Pakistan |
| 28. April 2011 | Marokko          | Anschlag in Marrakesch          | Moroccan Islamic Combatant Group  | islamistisch                              | Selbstmordattentäter      | Moschee                  | 17      | 24        |                               |

## Mai
| Datum/Beginn | Betroffenes Land | Anschlag                   | Täter               | Politische Ausrichtung                                                    | Mittel                             | Ziel              | Tote    | Verletzte | Hintergrund^                  |
| ------------ | ---------------- | -------------------------- | ------------------- | ------------------------------------------------------------------------- | ---------------------------------- | ----------------- | ------- | --------- | ----------------------------- |
| 03. Mai 2011 | Indien           | Anschlag in Jharkhand      | vermutlich CPI      | kommunistisch, marxistisch-leninistisch-maoistisch, links-nationalistisch | Schusswaffen, Landmine             | Polizisten        | 11      | 40        | Naxalitenaufstand             |
| 03. Mai 2011 | Irak             | Anschlag in Bagdad         |                     |                                                                           | Autobombe                          | Markt             | 9       | 27        | Irakischer Widerstand         |
| 06. Mai 2011 | Pakistan         | Anschlag in Karatschi      |                     |                                                                           | Sprengsatz                         | Spielhalle        | 3       | 21        | Konflikt in Nordwest-Pakistan |
| 08. Mai 2011 | Sudan            | Anschlag in Warrap         |                     |                                                                           |                                    | Viehlager         | 34      | 45        |                               |
| 13. Mai 2011 | Pakistan         | Anschlag in den Shabqadar  | TTP                 | deobandisch, islamisch-fundamentalistisch                                 | 2 Selbstmordattentäter             | Trainingszentrum  | 80 (+2) | 140       | Konflikt in Nordwest-Pakistan |
| 14. Mai 2011 | Pakistan         | Anschlag nahe Islamabad    |                     |                                                                           | Sprengsatz                         | Passagierbus      | 7       | 20        | Konflikt in Nordwest-Pakistan |
| 17. Mai 2011 | Kasachstan       | Anschlag in Aqtöbe         | Rakhimzhan Makhatov |                                                                           | Selbstmordattentäter               | Regierungsgebäude | 0 (+1)  | 2         |                               |
| 19. Mai 2011 | Sudan            | Anschlag in Gharb Kurdufan | vermutlich SPLA     |                                                                           | Schusswaffen                       | Soldaten          | 22      | 2         |                               |
| 26. Mai 2011 | Pakistan         | Anschlag in Hangu          | TTP                 | deobandisch, islamisch-fundamentalistisch                                 | Selbstmordattentäter mit Autobombe | Regierungsgebäude | 32 (+1) | 52        | Konflikt in Nordwest-Pakistan |
| 29. Mai 2011 | Nigeria          | Anschlagsserie             | Boko Haram          | wahhabitisch, islamistisch                                                | 5 Sprengsätze                      | Zivilisten        | 16      | 58        | Scharia-Konflikt in Nigeria   |

## Juni
| Datum/Beginn  | Betroffenes Land | Anschlag                       | Täter                 | Politische Ausrichtung                                                                             | Mittel                                             | Ziel                                    | Tote     | Verletzte | Hintergrund                   |
| ------------- | ---------------- | ------------------------------ | --------------------- | -------------------------------------------------------------------------------------------------- | -------------------------------------------------- | --------------------------------------- | -------- | --------- | ----------------------------- |
| 03. Juni 2011 | Irak             | Anschlag in Tikrit             | ISI                   | salafistisch, wahhabitisch                                                                         | Selbstmordattentäter                               | Moschee                                 | 19 (+1)  | 72        | Irakischer Widerstand         |
| 05. Juni 2011 | Pakistan         | Anschlag in Khyber Pakhtunkhwa | TTP                   | deobandisch, islamisch-fundamentalistisch                                                          | Selbstmordattentäter                               | Bäckerei                                | 18 (+1)  | 28        | Konflikt in Nordwest-Pakistan |
| 06. Juni 2011 | Irak             | Anschlag in Tikrit             |                       | | Selbstmordattentäter mit Autobombe                 | Präsidentenpalast                       | 12 (+1)  | 20        | Irakischer Widerstand         |
| 06. Juni 2011 | Irak             | Anschlag in Bagdad             | Kata’ib Hezbollah     | irakisch-nationalistisch, schiitisch-islamistisch, antiamerikanisch, antizionistisch, antiwestlich | Raketen                                            | US-Militärstützpunkt                    | 6        | 20        | Irakischer Widerstand         |
| 11. Juni 2011 | Pakistan         | Anschlag in Peschawar          | TTP                   | deobandisch, islamisch-fundamentalistisch                                                          | Sprengsatz, Selbstmordattentäter mit Motorradbombe | Geschäfts- und Hotelkomplex, Ersthelfer | 35 (+1)  | 80        | Konflikt in Nordwest-Pakistan |
| 13. Juni 2011 | Sudan            | Anschlag in Warrap             |                       | | Schusswaffen                                       | Polizisten, Zivilisten                  | 37 (+19) | 0         |                               |
| 14. Juni 2011 | Irak             | Anschlag in Baquba             |                       | | 4 Selbstmordattentäter, einer mit Autobombe        | Regierungsgebäude                       | 4 (+4)   | 25        | Irakischer Widerstand         |
| 23. Juni 2011 | Irak             | Anschlag in Bagdad             |                       | | Sprengsätze                                        | Husainīya, Markt                        | 21       | 82        | Irakischer Widerstand         |
| 24. Juni 2011 | Afghanistan      | Anschlag in Kunduz             |                       | | Sprengsatz                                         | Eiscafé                                 | 10       | 24        | Krieg in Afghanistan          |
| 25. Juni 2011 | Afghanistan      | Anschlag in Lugar              |                       | | Selbstmordattentäter mit Autobombe                 | Krankenhaus                             | 38 (+1)  | 100       | Krieg in Afghanistan          |
| 26. Juni 2011 | Nigeria          | Anschlag in Maiduguri          | vermutlich Boko Haram | wahhabitisch, islamistisch                                                                         | Sprengsätze, Schusswaffen                          | Biergarten                              | 25       | 30        | Scharia-Konflikt in Nigeria   |
| 30. Juni 2011 | Afghanistan      | Anschlag in Nimrus             |                       | | Sprengsatz                                         | Passagierbus, Zivilisten                | 20       | 30        | Krieg in Afghanistan          |

## Juli
| Datum/Beginn  | Betroffenes Land | Anschlag                       | Täter                                 | Politische Ausrichtung                       | Mittel                             | Ziel                          | Tote    | Verletzte | Hintergrund                   |
| ------------- | ---------------- | ------------------------------ | ------------------------------------- | -------------------------------------------- | ---------------------------------- | ----------------------------- | ------- | --------- | ----------------------------- |
| 05. Juli 2011 | Irak             | Anschlag in Tadschi            | ISI                                   | salafistisch, wahhabitisch                   | Selbstmordattentäter mit Autobombe | Regierungsgebäude             | 34 (+1) | 58        | Irakischer Widerstand         |
| 05. Juli 2011 | Mauretanien      | Anschlag in Hodh Ech Chargui   | al-Qaida im Maghreb                   | wahhabitisch, salafistisch                   | Schusswaffen                       | Militärstützpunkt             | 0       | 4         |                               |
| 07. Juli 2011 | Pakistan         | Anschlag in Karatschi          |                                       |                                              | Schusswaffen                       | Busse, Zivilisten             | 10      | 20        | Konflikt in Nordwest-Pakistan |
| 10. Juli 2011 | Nigeria          | Anschlag in Kaduna             | vermutlich Boko Haram                 | wahhabitisch, islamistisch                   | Sprengsatz                         | Zivilisten                    | 0       | 20        | Scharia-Konflikt in Nigeria   |
| 10. Juli 2010 | Indien           | Anschlag nahe Guwahati         |                                       |                                              | Sprengstoff                        | Expresszug                    | 0       | 100       | Aufstand im Nordosten Indiens |
| 11. Juli 2011 | Pakistan         | Anschlag in Khyber Pakhtunkhwa |                                       |                                              | Selbstmordattentäter               | Kundgebung                    | 7 (+1)  | 23        | Konflikt in Nordwest-Pakistan |
| 13. Juli 2011 | Indien           | Anschlag in Mumbai             | Indische Mudschahedin                 | islamisch-fundamentalistisch, panislamisch   | Sprengstoff                        |                               | 26      | 130       |                               |
| 13. Juli 2011 | Ruanda           | Anschlag in Cyangugu           |                                       |                                              | Granate                            | Markt, Zivilisten             | 0       | 21        |                               |
| 22. Juli 2011 | Norwegen         | Anschläge in Oslo und Utøya    | Anders Behring Breivik                | rechtsextremistisch                          | Autobombe, Schusswaffen            | Regierungsviertel, Jugendcamp | 77      | 319+      |                               |
| 24. Juli 2011 | Jemen            | Anschlag in Aden               | al-Qaida auf der Arabischen Halbinsel | salafistisch, antizionistisch, antisemitisch | Selbstmordattentäter mit Autobombe | Militärpatrouille             | 5 (+1)  | 25        | Huthi-Konflikt                |
| 28. Juli 2011 | Irak             | Anschlag in Tikrit             |                                       |                                              | Autobombe, Selbstmordattentäter    | Polizisten                    | 12 (+1) | 31        | Irakischer Widerstand         |
| 29. Juli 2011 | Pakistan         | Anschlag in Mastung            |                                       |                                              | Sprengsatz, Schusswaffen           | Zivilisten                    | 2       | 30        | Konflikt in Nordwest-Pakistan |
| 30. Juli 2011 | China            | Anschlag in Kaschgar           | vermutlich Uigurische Separatisten    | autonomistisch-uigurisch                     | Lkw, Messer                        | Zivilisten                    | 7 (+1)  | 22        | Xinjiang-Konflikt             |

## August
| Datum/Beginn    | Betroffenes Land | Anschlag              | Täter                                            | Politische Ausrichtung                       | Mittel                             | Ziel                         | Tote     | Verletzte | Hintergrund                         |
| --------------- | ---------------- | --------------------- | ------------------------------------------------ | -------------------------------------------- | ---------------------------------- | ---------------------------- | -------- | --------- | ----------------------------------- |
| 11. August 2011 | Irak             | Anschlag in Ramadi    |                                                  |                                              | 2 Sprengsätze                      | Moschee                      | 4        | 23        | Irakischer Widerstand               |
| 11. August 2011 | Estland          | Anschlag in Tallinn   | Karen Drambjan                                   |                                              | Schusswaffen, Rauchbombe           | Verteidigungsministerium     | 0 (+1)   | 0         |                                     |
| 15. August 2011 | Irak             | Anschlag in Kut       |                                                  |                                              | Autobombe, Sprengsatz              | Marktplatz, Zivilisten       | 40       | 68        | Irakischer Widerstand               |
| 19. August 2011 | Pakistan         | Anschlag in Jamrud    | TTP                                              | deobandisch, islamisch-fundamentalistisch    | Selbstmordattentäter               | Moschee, Zivilisten          | 56 (+1)  | 123       | Konflikt in Nordwest-Pakistan       |
| 20. August 2011 | Pakistan         | Anschlag in Karatschi |                                                  |                                              | Schusswaffen                       | Polizeibus                   | 6 (+2)   | 50        | Konflikt in Nordwest-Pakistan       |
| 23. August 2011 | Jemen            | Anschlag in Abyan     | vermutlich al-Qaida auf der Arabischen Halbinsel | salafistisch, antizionistisch, antisemitisch |                                    | Militärstützpunkt            | 6 (+8)   | 28        | Huthi-Konflikt                      |
| 25. August 2011 | Irak             | Anschlag in Basra     |                                                  |                                              | Selbstmordattentäter mit Autobombe | Moschee                      | 3 (+1)   | 35        | Irakischer Widerstand               |
| 26. August 2011 | Nigeria          | Anschlag in Abuja     | Boko Haram                                       | wahhabitisch, islamistisch                   | Selbstmordattentäter mit Autobombe | UN-Gebäude                   | 23 (+1)  | 81        | Scharia-Konflikt in Nigeria         |
| 28. August 2011 | Irak             | Anschlag in Bagdad    |                                                  |                                              | Selbstmordattentäter               | Moschee                      | 24 (+1)  | 30        | Irakischer Widerstand               |
| 29. August 2011 | Jemen            | Anschlag in Abyan     | vermutlich al-Qaida auf der Arabischen Halbinsel | salafistisch, antizionistisch, antisemitisch |                                    | Soldaten                     | 10 (+26) | 30 (+38)  | Huthi-Konflikt                      |
| 30. August 2011 | Russland         | Anschlag in Grosny    |                                                  |                                              | 3 Selbstmordattentäter             | Café, Polizisten, Zivilisten | 9 (+3)   | 23        | Russisch-Tschetschenischer Konflikt |
| 31. August 2011 | Pakistan         | Anschlag in Quetta    |                                                  |                                              | Selbstmordattentäter mit Autobombe | Zivilisten                   | 10 (+1)  | 25        | Konflikt in Nordwest-Pakistan       |

## September
| Datum/Beginn       | Betroffenes Land | Anschlag                       | Täter                                        | Politische Ausrichtung                                                                      | Mittel                                                      | Ziel                                                                      | Tote    | Verletzte | Hintergrund                                       |
| ------------------ | ---------------- | ------------------------------ | -------------------------------------------- | ------------------------------------------------------------------------------------------- | ----------------------------------------------------------- | ------------------------------------------------------------------------- | ------- | --------- | ------------------------------------------------- |
| 04. September 2011 | Afghanistan      | Anschlag in Kandahar           |                                              |                                                                                             | Selbstmordattentäter mit Autobombe                          | Polizisten                                                                | 2 (+1)  | 20        | Krieg in Afghanistan                              |
| 07. September 2011 | Indien           | Anschlag in Neu-Delhi          | Harkat-ul-Jihad al-Islami, Indian Mujahideen | islamisch-fundamentalistisch, panislamisch                                                  | Sprengsatz                                                  | Oberster Gerichtshof                                                      | 15      | 45        |                                                   |
| 11. September 2011 | Afghanistan      | Anschlag in Wardak             | Haqqani-Netzwerk                             | deobandisch-fundamentalistisch                                                              | Autobombe                                                   | Militärstützpunkt                                                         | 5       | 94        | Krieg in Afghanistan                              |
| 12. September 2011 | Irak             | Anschlag in ar-Rutba           |                                              |                                                                                             | Schusswaffen                                                | Schiitische Pilger                                                        | 22      | 0         | Irakischer Widerstand                             |
| 13. September 2011 | Afghanistan      | Anschlag in Kabul              | Haqqani-Netzwerk                             | deobandisch-fundamentalistisch                                                              | Selbstmordattentäter, Panzerfäuste, Sturmgewehre            | US-Botschaft, Regierungsgebäude, NATO-Hauptquartier, Gefängnis, Flughafen | 4+ (+8) | 20+       | Krieg in Afghanistan                              |
| 14. September 2011 | Irak             | Anschlag in Babil              | vermutlich al-Qaida im Irak                  | salafistisch, wahhabitisch, panislamisch, antikommunistisch, antizionistisch, antisemitisch | Autobombe                                                   | Restaurant                                                                | 5       | 41        | Irakischer Widerstand                             |
| 15. September 2011 | Pakistan         | Anschlag in Khyber Pakhtunkhwa | vermutlich TTP                               | deobandisch, islamisch-fundamentalistisch                                                   | Selbstmordattentäter                                        | Beerdigungszug, Zivilisten                                                | 46 (+1) | 57        | Konflikt in Nordwest-Pakistan                     |
| 16. September 2011 | Thailand         | Anschlag in Narathiwat         |                                              |                                                                                             | 2 Motorradbomben, Autobombe                                 | Chinesische Gemeinschaftsorganisation, Rettungskräfte, Zivilisten         | 4       | 118       | Konflikt in Südthailand seit 2004                 |
| 19. September 2011 | Burundi          | Anschlag in Bujumbura Rural    |                                              |                                                                                             | Schusswaffen, Granaten                                      | Zivilisten                                                                | 36      | 20        |                                                   |
| 19. September 2011 | Pakistan         | Anschlag in Peschawar          | vermutlich TTP                               | deobandisch, islamisch-fundamentalistisch                                                   | Motorradbombe                                               | Zivilisten                                                                | 6       | 33        | Konflikt in Nordwest-Pakistan                     |
| 20. September 2011 | Türkei           | Anschlag in Ankara             | Freiheitsfalken Kurdistans                   | autonomistisch-kurdisch, sozialistisch                                                      | Autobombe                                                   | Regierungsviertel                                                         | 3       | 34+       | Konflikt zwischen der Republik Türkei und der PKK |
| 20. September 2011 | Pakistan         | Anschlag in Quetta             | Lashkar-e-Jhangvi                            | deobandisch-fundamentalistisch, salafistisch                                                | Schusswaffen                                                | Passagierbus, Schiitische Zivilisten                                      | 26      | 30        | Konflikt in Nordwest-Pakistan                     |
| 22. September 2011 | Russland         | Anschlag in Machatschkala      |                                              |                                                                                             | 2 Selbstmordattentäter mit Autobombe, Sprengsatz, Autobombe | Polizisten, Zivilisten, Ersthelfer                                        | 2 (+2)  | 122       | Russisch-Tschetschenischer Konflikt               |
| 25. September 2011 | Irak             | Anschlag in Kerbela            | vermutlich al-Qaida im Irak                  | salafistisch, wahhabitisch, panislamisch, antikommunistisch, antizionistisch, antisemitisch | 3 Autobomben, Motorradbombe, Sprengsatz                     | Regierungsgebäude                                                         | 9       | 85        | Irakischer Widerstand                             |
| 25. September 2011 | Indonesien       | Anschlag in Surakarta          | Jamaah Ansharut Tauhid                       |                                                                                             | Selbstmordattentäter                                        | Kirche                                                                    | 0 (+1)  | 22        |                                                   |
| 29. September 2011 | Irak             | Anschlag in Kirkuk             |                                              |                                                                                             | Selbstmordattentäter mit Autobombe                          | Bank                                                                      | 3 (+1)  | 60        | Irakischer Widerstand                             |
| 30. September 2011 | Irak             | Anschlag in Hilla              |                                              |                                                                                             | Autobombe                                                   | Beerdigung                                                                | 18      | 63        | Irakischer Widerstand                             |

## Oktober
| Datum/Beginn     | Betroffenes Land            | Anschlag                  | Täter            | Politische Ausrichtung                 | Mittel                             | Ziel | Tote   | Verletzte | Hintergrund                                       |
| ---------------- | --------------------------- | ------------------------- | ---------------- | -------------------------------------- | ---------------------------------- | --- | ------ | --------- | ------------------------------------------------- |
| 04. Oktober 2011 | Somalia                     | Anschläge in Mogadischu   | al-Shabaab       | wahhabitisch, islamistisch             | Selbstmordattentäter mit Autobombe | Regierungsgebäude | 100+   | 160+      | Somalischer Bürgerkrieg                           |
| 07. Oktober 2011 | Irak                        | Anschlag in Bagdad        |                  |                                        | 2 Sprengsätze                      | Fahrzeug, Ersthelfer | 5      | 21        | Irakischer Widerstand                             |
| 07. Oktober 2011 | Philippinen                 | Anschlag in Maguindanao   |                  |                                        | Schusswaffen                       | Zivilisten | 2      | 20        | Moro-Konflikt                                     |
| 10. Oktober 2011 | Bhutan                      | Anschlag in Phuentsholing |                  |                                        | 2 Sprengsätze                      | Zivilisten | 0      | 2         |                                                   |
| 10. Oktober 2013 | Südsudan                    | Anschlag in Unity         | SSLM             |                                        | Landmine                           | Bus | 20     | 5         | Bürgerkrieg im Südsudan 2013 bis 2018             |
| 13. Oktober 2011 | Irak                        | Anschlag in Bagdad        |                  |                                        | Sprengsatz, Autobombe              | Markt, Ersthelfer | 18     | 50        | Irakischer Widerstand                             |
| 25. Oktober 2011 | Thailand                    | Anschlag in Yala          |                  |                                        | 16 Motorradbomben                  | Geschäfte, Obststand, Infrastruktur, Schule, Tankstelle, Autohaus, Restaurants, Hotel, Lebensmittelzentrum, Märkte, Bildungsbüro, Biergarten | 2      | 50        | Konflikt in Südthailand seit 2004                 |
| 27. Oktober 2011 | Irak                        | Anschlag in Bagdad        |                  |                                        | 2 Sprengsätze                      | CD-Handlung, Ersthelfer | 20     | 51        | Irakischer Widerstand                             |
| 28. Oktober 2011 | Bosnien und Herzegowina USA | Anschlag in Sarajevo      | Mevlid Jasarevic | islamistisch                           | Kalaschnikow                       | US-Botschaft | 0      | 1         |                                                   |
| 29. Oktober 2011 | Türkei                      | Anschlag in Bingöl        | vermutlich PKK   | autonomistisch, kurdisch-sozialistisch | Selbstmordattentäterin             | Zivilisten | 2 (+1) | 20        | Konflikt zwischen der Republik Türkei und der PKK |

## November
| Datum/Beginn      | Betroffenes Land | Anschlag                   | Täter                 | Politische Ausrichtung     | Mittel                            | Ziel                                                        | Tote   | Verletzte | Hintergrund                   |
| ----------------- | ---------------- | -------------------------- | --------------------- | -------------------------- | --------------------------------- | ----------------------------------------------------------- | ------ | --------- | ----------------------------- |
| 02. November 2011 | Irak             | Anschlag in Basra          |                       |                            | 3 Motorradbomben                  | Zivilisten                                                  | 7      | 22        | Irakischer Widerstand         |
| 02. November 2011 | Pakistan         | Anschlag in Wazirabad      |                       |                            | Sprengstoff                       | Motel                                                       | 0      | 25        | Konflikt in Nordwest-Pakistan |
| 03. November 2011 | Irak             | Anschlag in Baquba         |                       |                            | Selbstmordattentäter, Autobombe   | Militärstützpunkt, Milizionäre, Ersthelfer                  | 5 (+1) | 22        | Irakischer Widerstand         |
| 04. November 2011 | Somalia          | Anschlag in Hiiraan        | al-Shabaab            | wahhabitisch, islamistisch |                                   | Milizionäre                                                 | 5      | 24        | Somalischer Bürgerkrieg       |
| 04. November 2011 | Nigeria          | Anschlag in Damaturu       | Boko Haram            | wahhabitisch, islamistisch | Sprengsätze                       | Polizeihauptquartier, Polizeistationen, Kirchen, Zivilisten | 60     | 100       | Scharia-Konflikt in Nigeria   |
| 08. November 2011 | Kasachstan       | Anschlag in Almaty         |                       |                            | Schusswaffen                      | Polizisten                                                  | 2      | 0         |                               |
| 12. November 2011 | Kasachstan       | Anschlag in Taras          | Islamist              | islamistisch               | Selbstmordattentäter mit Gewehren | Sicherheitskräfte, Zivilisten                               | 7 (+1) | 0         |                               |
| 24. November 2011 | Irak             | Anschlag in Basra          |                       |                            | Motorradbombe, Sprengsätze        | Markt, Soldaten, Zivilisten                                 | 21     | 80        | Irakischer Widerstand         |
| 27. November 2011 | Philippinen      | Anschlag in Zamboanga City |                       |                            | Sprengsatz                        | Hotel                                                       | 3      | 27        | Moro-Konflikt                 |
| 30. November 2011 | Somalia          | Anschlag in Mogadischu     | vermutlich al-Shabaab | wahhabitisch, islamistisch | Sprengsatz                        | Zivilisten                                                  | 4      | 39        | Somalischer Bürgerkrieg       |

## Dezember
| Datum/Beginn      | Betroffenes Land | Anschlag                       | Täter                                     | Politische Ausrichtung                                                                      | Mittel                                | Ziel                                          | Tote    | Verletzte | Hintergrund                        |
| ----------------- | ---------------- | ------------------------------ | ----------------------------------------- | ------------------------------------------------------------------------------------------- | ------------------------------------- | --------------------------------------------- | ------- | --------- | ---------------------------------- |
| 01. Dezember 2011 | Irak             | Anschlag in Diyala             |                                           |                                                                                             | Autobombe                             | Zivilisten                                    | 10      | 25        | Irakischer Widerstand              |
| 02. Dezember 2011 | Afghanistan      | Anschlag in Lugar              | Haqqani-Netzwerk                          | deobandisch-fundamentalistisch                                                              | Selbstmordattentäter mit Autobombe    | NATO-Stützpunkt                               | 1 (+1)  | 70        | Krieg in Afghanistan               |
| 05. Dezember 2011 | Irak             | Anschlag in Hilla              |                                           |                                                                                             | Autobombe                             | Schiitische Pilger                            | 16      | 45        | Irakischer Widerstand              |
| 05. Dezember 2011 | Irak             | Anschlag in Babil              |                                           |                                                                                             | Autobombe                             | Schiitische Pilger                            | 8       | 56        | Irakischer Widerstand              |
| 06. Dezember 2011 | Afghanistan      | Anschlag in Kabul              | vermutlich Lashkar-e-Jhangvi              | deobandisch-fundamentalistisch, salafistisch                                                | Selbstmordattentäter                  | Schrein                                       | 55 (+1) | 134       | Krieg in Afghanistan               |
| 06. Dezember 2011 | Afghanistan      | Anschlag in Masar-e Scharif    |                                           |                                                                                             | Sprengstoff                           | Zivilisten                                    | 4       | 21        | Krieg in Afghanistan               |
| 14. Dezember 2011 | Irak             | Anschlag in Tal Afar           |                                           |                                                                                             | 2 Autobomben                          | Markt                                         | 4       | 27        | Irakischer Widerstand              |
| 16. Dezember 2011 | Pakistan         | Anschlag in Khyber Pakhtunkhwa | vermutlich TTP                            | deobandisch, islamisch-fundamentalistisch                                                   | Schusswaffen                          | Soldaten                                      | 1       | 25        | Konflikt in Nordwest-Pakistan      |
| 18. Dezember 2011 | Afghanistan      | Anschlag in Chost              | vermutlich Taliban                        | deobandisch-fundamentalistisch, paschtunisch, islamistisch                                  | Granate                               | Polizeifahrzeug, Zivilisten                   | 0       | 20        | Krieg in Afghanistan               |
| 21. Dezember 2011 | Thailand         | Anschlag in Pattani            |                                           |                                                                                             | Sprengsatz                            | Soldaten, Polizisten, Zivilisten              | 0       | 22        | Konflikt in Südthailand seit 2004  |
| 22. Dezember 2011 | Irak             | Anschlag in Bagdad             | al-Qaida im Irak                          | salafistisch, wahhabitisch, panislamisch, antikommunistisch, antizionistisch, antisemitisch | 2 Sprengsätze                         | Polizeistreife                                | 7       | 21        | Aufstand im Irak (nach US-Rückzug) |
| 22. Dezember 2011 | Irak             | Anschlag in Bagdad             | al-Qaida im Irak                          | salafistisch, wahhabitisch, panislamisch, antikommunistisch, antizionistisch, antisemitisch | Autobombe                             | Zivilisten                                    | 18      | 44        | Aufstand im Irak (nach US-Rückzug) |
| 23. Dezember 2011 | Syrien           | Anschlag in Damaskus           | al-Qaida im Irak                          | salafistisch, wahhabitisch, panislamisch, antikommunistisch, antizionistisch, antisemitisch | 2 Selbstmordattentäter mit Autobomben | Militärgebäude, Regierungsgebäude, Zivilisten | 44 (+2) | 166       | Bürgerkrieg in Syrien seit 2011    |
| 25. Dezember 2011 | Nigeria          | Anschlag nahe Abuja            | Kabiru Soko (Boko Haram)                  | wahhabitisch, islamistisch                                                                  | Sprengstoff                           | Katholische Kirche                            | 37      | 57        | Scharia-Konflikt in Nigeria        |
| 25. Dezember 2011 | Afghanistan      | Anschlag in Tachar             | vermutlich Islamische Bewegung Usbekistan | islamistisch                                                                                | Selbstmordattentäter                  | Beerdigung                                    | 19 (+1) | 40        | Krieg in Afghanistan               |
| 26. Dezember 2011 | Irak             | Anschlag in Bagdad             |                                           |                                                                                             | Selbstmordattentäter mit Autobombe    | Innenministerium                              | 7 (+1)  | 32        | Aufstand im Irak (nach US-Rückzug) |
| 30. Dezember 2011 | Pakistan         | Anschlag in Quetta             | Balochistan Liberation Army               | autonomistisch, belutschisch-nationalistisch                                                | Selbstmordattentäter mit Autobombe    | Wohngebäude, Zivilisten                       | 13 (+1) | 30        | Belutschistankonflikt              |